# 納塔爾嶺
71°50′S 68°18′W / 71.833°S 68.300°W
納塔爾嶺（英語：Natal Ridge）是南極洲的山嶺，位於亞歷山大一世島東南部，處於兩步崖的北側，由英國南極名稱諮詢委員會命名，現時由南極條約體系管理。